# Коростелев, Савелий Павлович
Савелий Павлович Коростелев (родился 30 ноября 2003) — российский лыжник, двукратный чемпион мира среди юниоров, победитель и призёр этапов Кубка России, Мастер спорта России, сын известной российской лыжницы, призёра Олимпийских Игр Натальи Коростелевой. Двукратный чемпион России 2024 года (в спринте и эстафете). Двукратный Чемпион России 2025 (в командном спринте и эстафете). Трёхкратный серебряный призёр Чемпионата России 2025 (в смешанной эстафете, в гонке с раздельным стартом - 10 км, в марафоне). Бронзовый призер Чемпионата России 2025 (в спринте).

## Биография
В юношеских соревнованиях всероссийского уровня участвовал с весны 2018 года. Первый успех к спортсмену пришёл в феврале 2019 года — второе место в спринте на первенстве России среди 16-летних в Сыктывкаре, также в сезоне 2018/19 дважды попадал в призы на всероссийских соревнованиях (на дистанциях 5 км и 7,5 км). В марте 2020 года на финале Спартакиады учащихся России в Красноярске завоевал три медали — серебро в гонке на 15 км классикой и бронзу в спринте и в гонке на 10 км свободным стилем. В сезоне 2020/21 одерживал победы на всероссийских стартах в категории до 18 (спринт, Сыктывкар) и до 20 лет (10 км свободным стилем, Тюмень), а также стал двукратным победителем (спринт, 10 км классикой) и призёром (15 км свободным стилем) первенства России среди 18-летних. Победитель первенства России среди 20-летних 2022 года в спринте, серебряный призёр в гонке на 50 км. В августе 2022 года в Санкт-Петербурге стал победителем первенства страны среди 20-летних по лыжероллерам в масс-старте.
В феврале 2021 года впервые принял участие в юниорском чемпионате мира (до 20 лет) в Финляндии, где стал 29-м в спринте и 16-м в гонке на 10 км свободным стилем.
На чемпионате мира среди юниоров (до 20 лет) с 22 по 27 февраля 2022 года в Норвегии выиграл раздельную гонку на 10 километров классическим стилем, завоевал золотую медаль в составе эстафетной команды России, а также серебряную медаль в масс-старте на 30 километров свободным стилем.
На первенстве России 2023 года среди 23-летних завоевал две медали — золото в гонке на 10 км свободным стилем и серебро в спринте. На Спартакиаде молодёжи России 2023 года стал двукратным чемпионом (10 и 20 км) и серебряным призёром (спринт).

### Взрослая карьера
В ноябре 2019 года впервые принял участие в гонках FIS. В ноябре 2020 года дебютировал на всероссийских соревнованиях среди взрослых, в декабре 2021 года впервые стартовал на этапах Кубка России. В январе 2022 года на этапе Кубка России в Кононовской стал бронзовым призёром в персьюте.
В сентябре 2022 года на чемпионате России по лыжероллерам в Тюмени стал серебряным призёром в классической гонке на 20 км и бронзовым призёром в гонке свободным стилем на той же дистанции.
Начал сезон 2022/2023 с трёх побед в спринтерских гонках (19 и 30 ноября, 3 декабря) и бронзовой медали в раздельной гонке на Кубке России.
На чемпионате России 2024 года, который проходил в марте месяце в Центре лыжного спорта «Малиновка» (деревня Кононовская в Устьянском районе Архангельской области) представлял Архангельскую область. 20 марта в паре с Александром Большуновым стал чемпионом России в командном спринте, а 22 марта — чемпионом России в эстафете в составе сборной Архангельской области. Кроме того, 19 марта в классической гонке на 10 км стал серебряным призёром.
На Чемпионате России 2025 года, который проходил в Казани, спортсмен стал двукратным Чемпионом России. 8 марта Савелий выиграл золото в командном спринте в паре с Александром Большуновым , а 9 марта стал Чемпионом России в эстафете в составе команды Татарстана (С. Ардашев, С. Коростелев, С. Волков, А. Большунов). Помимо золотых наград, он выиграл три серебра - 2 марта в смешанной эстафете, 6 марта в гонке с раздельным стартом на 10 км, 23 марта в марафоне. Также, стал третьим в спринте 4 марта.

## Результаты на соревнованиях

### Чемпионаты России
Результаты Коростелева в сезоне 24/25: 3 медали (2 золотые, 1 серебряная)
| Чемпионат России | Спринт | Командный спринт | 10 км | Скиатлон 10+10 км | Эстафета |
| ---------------- | ------ | ---------------- | ----- | ----------------- | -------- |
| 2024 Малиновка   | 4      | 1                | 2     | 4                 | 1        |